# Банські Моравці
45°28′ пн. ш. 15°45′ сх. д. / 45.46° пн. ш. 15.75° сх. д.
Банські Моравці (хорв. Banski Moravci) — населений пункт у Хорватії, у Карловацькій жупанії у складі міста Карловаць.

## Населення
Населення за даними перепису 2011 року становило 68 осіб.
Динаміка чисельності населення поселення: